# Lan Sơn (nhà thơ)
Lan Sơn (1912 - 1974), tên thật: Nguyễn Đức Phòng, là một nhà báo, nhà thơ Việt Nam thời tiền chiến.

## Cuộc đời
Lan Sơn sinh ngày 11 tháng 4 năm 1912 tại Hải Phòng, nhưng quê gốc ở huyện Anh Sơn, tỉnh Nghệ An.
Ông lần lượt học qua trường Hải Phòng, trường Tourane, trường Bảo hộ Hà Nội (trường Bưởi).
Học xong, ông làm việc ở sở Công chính Hải Phòng, rồi làm biên tập viên và làm phóng viên cho các báo: Hải Phòng tuần báo, Phong Hóa, Ngày Nay, Hà Nội báo, Chuyện đời, Tinh Hoa,...
Bên cạnh nghề viết báo, Lan Sơn còn làm thơ và cho in thơ trên các báo cuối những năm 20. Tập thơ đầu tay Anh với em của ông xuất bản khi ông 22 tuổi (1934).
Sau năm 1936, Lan Sơn cùng nhà thơ Lê Đại Thanh thành lập Đoàn kịch Đại Thanh - Lan Sơn, công diễn nhiều vở gây tiếng vang trong công chúng Hải Phòng. Ngoài ra, ông còn cùng mở ở xóm Quần ngựa (Hải Phòng) một Nhà hát ca trù.
Tháng 9 năm 1941, ông được Hoài Thanh - Hoài Chân giới thiệu trong quyển Thi nhân Việt Nam (xuất bản năm 1942).
Năm 1945, Lan Sơn là thành viên của tổ Việt Minh do Lê Đại Thanh làm tổ trưởng, có nhiệm vụ tìm cách mua súng đạn gửi ra chiến khu, bán báo lấy tiền gây quỹ cho Việt Minh...
Năm 1954, cuộc kháng chiến chống Pháp của dân tộc Việt chấm dứt. Đến 1957, Hội Nhà văn Việt Nam thành lập, và Lan Sơn được kết nạp vào tổ chức này ngay năm đó.
Năm 1968, ông được giới thiệu trong bộ Việt Nam thi nhân tiền chiến (quyển hạ) do Nguyễn Tấn Long- Nguyễn Hữu Trọng biên soạn, xuất bản tại Sài Gòn năm 1969.
Năm 1974, Lan Sơn mất, hưởng thọ 62 tuổi.

## Nhận xét
Trong quyển Thi nhân Việt Nam của Hoài Thanh - Hoài Chân, có đoạn:
Một buổi sáng kia, tình yêu đã đến với Lan Sơn và người học trò ấy bỗng trở thành thi sĩ.
Tình yêu không đưa Lan Sơn vào một trời đất nào xa lạ, Lan sơn chưa từng đi sâu vào những chỗ u uẩn trong lòng người. Người chỉ nói những điều rất tầm thường, những điều ai cũng biết, nhưng giọng nói của người thiết tha, chân thực dễ cảm lòng ta...
Kể Lan Sơn còn vụng về nhiều. Lắm lúc người ngập ngừng, bỡ ngỡ. Nhưng cái bỡ ngỡ ấy không phải không có chút duyên riêng...
Tiếc thay tình yêu ngày một lạt. Lan Sơn hình như chỉ còn giữ lại một cái bóng để làm thơ. Nhưng tình hết, thơ Lan Sơn cũng hết...
Nguyễn Tấn Long- Nguyễn Hữu Trọng, tác giả Việt Nam thi nhân tiền chiến, viết:
Có lẽ tim lòng của thi sĩ Lan Sơn đã bị hai vết rạn nứt: một, khi mất người mẹ thân yêu:
Thêm cách những đêm mưa lạnh lùng,
Con nằm ấm áp ở trong phòng,
Hạt mưa ru nựng con yên ngủ,
Lặn lội trên đường mẹ gắng công.
...
Mẹ gọi "Anh" vì con lớn rồi
Và ngày Mẹ mệt yếu than ôi!
Con nên người, Mẹ không còn nữa,
Mẹ khuất, con làm báo nghĩa ai?...
(Lá thu),
Và hai là cuộc tan vỡ mộng tình...Theo tác giả "Thi nhân Việt Nam", thì chính thi sĩ Lan Sơn đã yêu cầu trích đang bài "Đám ma đi" như để đánh dấu một cuộc tình đã chết...
Đám ma đi trong hơi sương lạnh giá,
Đi trên đường và đạp xéo lòng tôi.
Đám ma kéo lê thê trong lòng lạnh giá
Đem chôn đi những kỷ niệm lâu rồi,
Đám ma đi trong mưa phùng thê thảm quá,
Đi hàng ngày chưa tới huyệt lòng tôi…
Thật là một sự giá rét dai dẳng của cõi lòng chưa từng nhận được sự ấm áp của tình yêu!.

## Thơ Lan Sơn
Tập thơ Anh với em, là tập thơ đầu tay và duy nhất của Lan Sơn được xuất bản (1934). Trong tập này, có bài Vết thương lòng do ông làm phỏng theo bài thơ Le vase brisé (Chiếc bình vỡ) của nhà thơ Pháp Sully Prudhomme (1839 - 1907), và đã được tác giả quyển Thi nhân Việt Nam, khen là: Tuy cùng một đề nhưng (Vết thương lòng) kín đáo và ý nhị hơn (Chiếc bình vỡ)...
| Vết thương lòng (trích) Nắng sớm, em ngồi tỉa thủy tiên, Hồn em say đắm cảnh thiên nhiên, Bóng ai thấp thoáng ngoài hiên vắng, Em đã vô tình vội ngẩng lên. Em vội ngừng tay, vội ngó ra, Dao cầm sẩy chạm tới giò hoa; Giò hoa ngày lụi, màng hoa úa, Hoa đã vì em chịu xót xa. Rễ tuy trong trắng, lá xanh tươi, Mầm, nhánh đều xinh, đẹp mấy mươi! Nếu chẳng vì em hoa phải lụi, Trời xuân sao chẳng nhởn nhơ cười! | Nhởn nhơ cười với cảnh xuân sang, Với cả bao nhiêu khách rộn đường. Cùng với muôn hoa đua sắc thắm, Vì ai? đành chịu kém mùi hương! Mùi hương đã kém, sắc rồi phai, Rồi cũng cùng ai, cũng với ai, Cùng chịu vì em chung số phận, Cùng nhau chất đống để hiên ngoài. Tim anh chung phận với hoa nầy, Cũng bởi vì em đã sẩy tay, Đã vội mải trông bao cảnh đẹp, Vết thương mang nặng vẫn còn đây... ... |